# Fleckennatter
Die Fleckennatter oder Östliche Vierstreifennatter (Elaphe sauromates) ist eine Schlangenart aus der Familie der Nattern und lebt in Osteuropa und Westasien.

## Merkmale

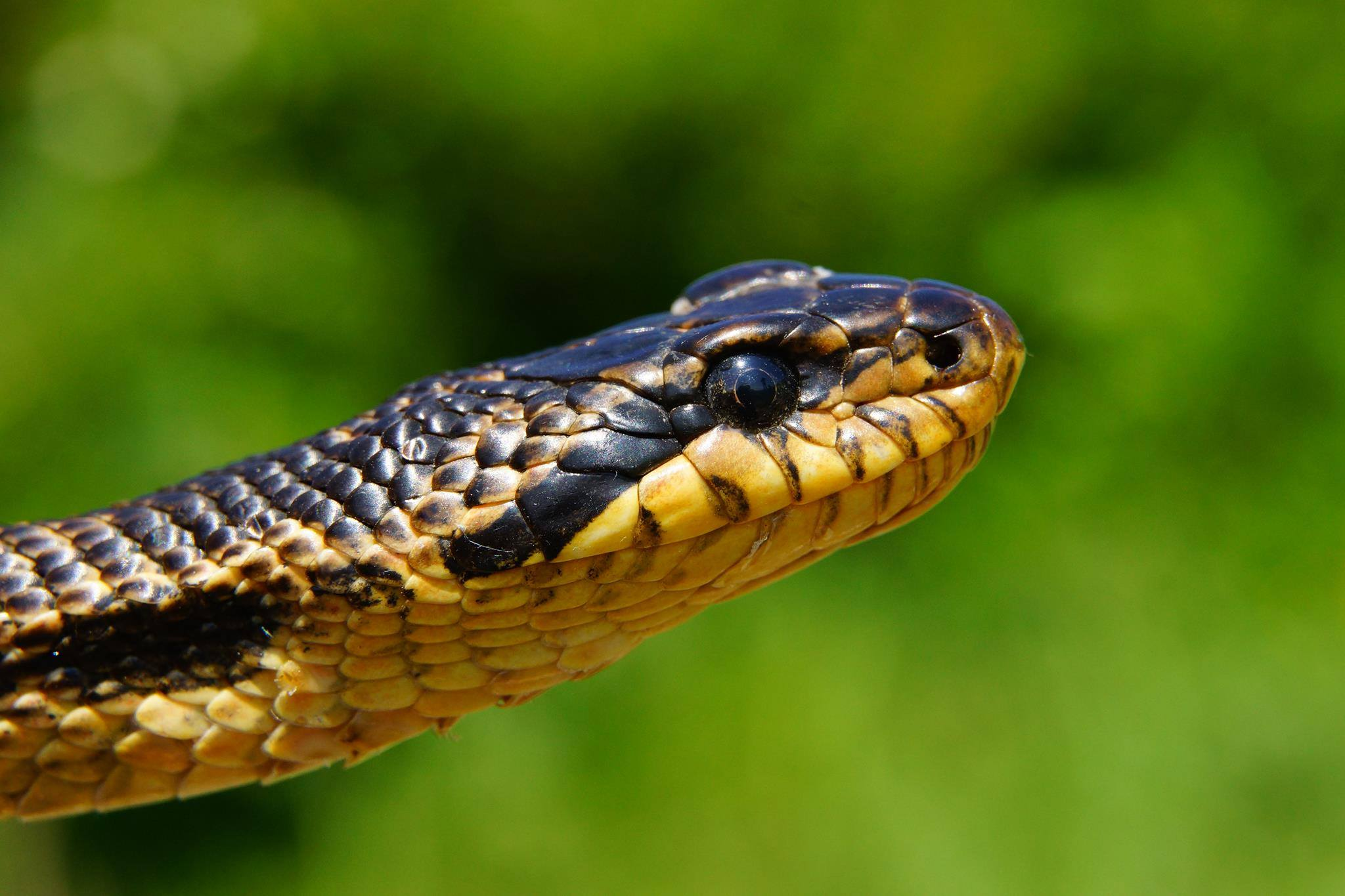
Der Kopf einer Fleckennatter

Die Fleckennatter ist eine große, kräftige Landnatter, die maximal Längen von 1,20 bis 2,50 m und dabei einen Durchmesser von Armstärke erreichen kann. Der große Kopf ist nur leicht vom Hals abgesetzt. Die Grundfarbe der erwachsenen Tiere ist hellgelblich oder sandfarben, darauf finden sich auf dem Rücken oftmals dunkle, undeutlich begrenzte, ovale bis rhombische oder barrenartige Flecken. Die Kopfoberseite ist dunkel und weist manchmal einen nach hinten V-förmig geöffneten Fleck auf. Die Unterseite ist hellgelblich oder sandfarben und manchmal mit dunklen Sprenkeln versehen. Die Rückenschuppen sind in der Mitte deutlich gekielt, zu den Bauchseiten hin werden sie allmählich glatter. Den Namen erhielt die Art durch ihr charakteristisches Fleckenmuster, während die nah verwandte Vierstreifennatter ein Muster aus Längsstreifen aufweist.

## Verbreitung

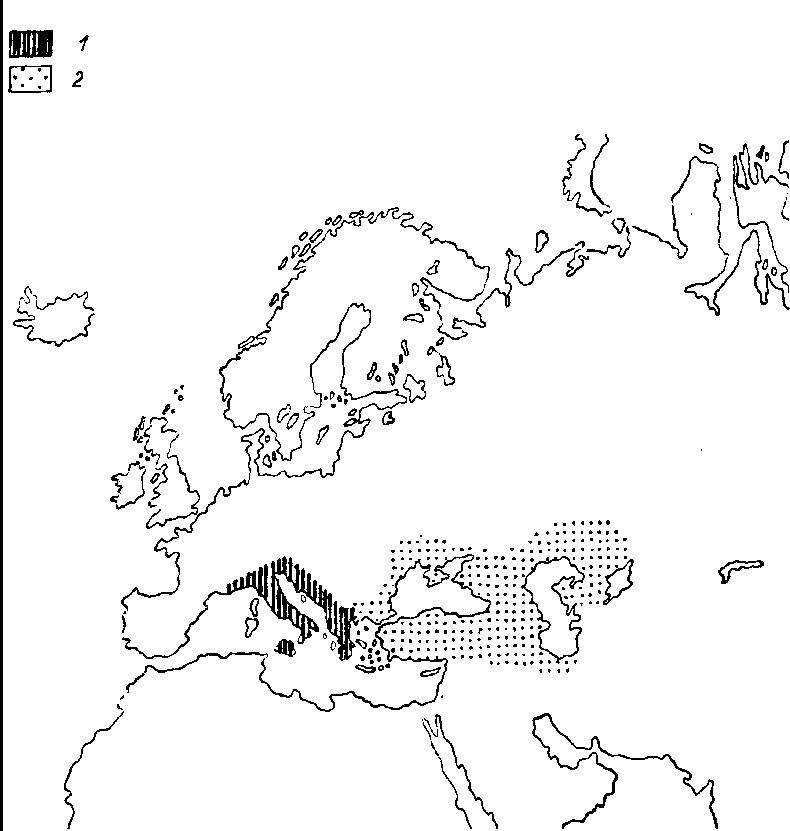
Die punktierte Fläche zeigt eine grobe Übersicht des Verbreitungsgebietes der Fleckennatter. Die gestrichelte Fläche zeigt die Verbreitung der verwandten Vierstreifennatter.

Der europäische Teil des Areals beinhaltet den Nordosten Griechenlands, östlich der Chalkidiki inklusive der Inseln Thassos und Samothrake, den europäischen Teil der Türkei, weite Teile Bulgariens, den Süden und Osten Rumäniens, Teile der Republik Moldau, die südliche Ukraine und das südliche Russland einschließlich des östlichen Vorkaukasus (Kalmückien und Dagestan). Außerhalb Europas beinhaltet das Verbreitungsgebiet den restlichen Teil der Türkei, Aserbaidschan, Armenien, den Osten Georgiens, den Nordwesten im Iran, sowie Teile von Kasachstan, Turkmenistan, Usbekistan, Syrien und dem Irak.
In Griechenland grenzt das Verbreitungsgebiet im Westen an das der nahe verwandten Vierstreifennatter. Innerhalb des Verbreitungsareals wird nahezu die gesamte Schwarzmeerküste sowie der größte Teil der Küste des Kaspischen Meeres besiedelt. Im Osten reicht das Verbreitungsgebiet bis zum Aralsee.

## Lebensraum
Die Fleckennatter kommt von Meeresspiegelhöhe bis in über 2500 m Höhe über NN im Osten Anatoliens vor, bevorzugt meist jedoch tiefere und mittlere Lagen. Die Art besiedelt ein breites Spektrum an Lebensräumen. In Griechenland lebt sie in Eichenwäldern und am Rande von Misch- und Nadelwäldern, in Bulgarien findet sie sich bevorzugt entlang von Flussläufen. In Südwestanatolien werden ebenfalls feuchte Lebensräume bevorzugt. In der Ukraine und der Kaukasus-Region wird die Art hingegen zum Waldsteppen- und Steppenbewohner. Vielfältige Versteckmöglichkeiten sollten in den Lebensräumen vorhanden sein, wie Steinhaufen, alte Mauern und dichte Büsche. Die Nähe zum Menschen wird nicht gemieden, wie Funde in Wein- und Hausgärten im Kaukasusvorland zeigen.

## Lebensweise

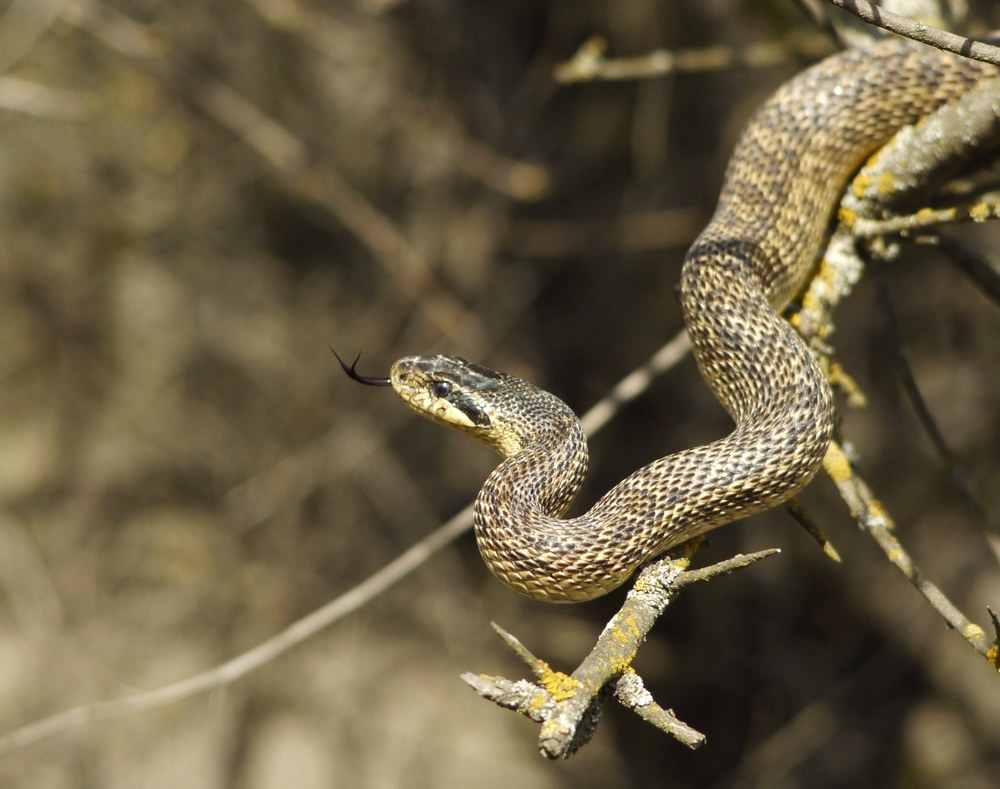
Ein kletterndes Exemplar in der Ukraine.

Von Oktober/November bis Februar/März wird eine Winterruhe gehalten. Von April bis Mai paaren sich die Tiere. Die Gelege werden von Juni bis August abgesetzt und enthalten 4–16 Eier, die 48–70 mm lang und 20–25 mm breit sein können. Die Jungtiere schlüpfen zwischen August und Oktober. Die Nahrung besteht aus Vögeln, ihren Eiern und Säugern, wie Wühlmäusen, Mäusen, Maulwürfen und Junghasen. Seltener werden auch Eidechsen erbeutet. Zu den Fressfeinden gehören unter anderem Hauskatzen. Die Fleckennatter kann gut klettern und dadurch auch Gelege aus Nistkästen erbeuten. Bei Bedrohung nehmen sie eine Drohhaltung mit angehobenem Kopf bei geöffnetem Maul ein und beißen im Gegensatz zur Vierstreifennatter auch zu. Die Art ist ungiftig.

## Gefährdung
Die IUCN listet die Art als nicht gefährdet (least concern). Die Fleckennatter erreicht im Allgemeinen nur geringe Populationsdichten und in manchen Regionen geht sie durch Kultivierung von Steppen und anderen naturnahen Landschaften zurück.